# Seznam alexandrijských latinských patriarchů
Toto je seznam titulárních latinských patriarchů v Alexandrii
- Athanasius Clermont (cca 1219–?)
- Egidio de Ferrara (cca 1310–1323) (také patriarcha v Gradu)
- Otto von Sala, O.P. (1323–1325)
- Jan Aragonský (1328–1334) (také arcibiskup toledský)
- Guillaume de Chanac (1342–1348)
- Humbert z Viennois (1351–1355)
- Arnaud Bernard du Pouget (1361–1369)
- Jean de Cardaillac (1371–1390) (od 1378 – avignonská obedience)
- Johannes Walteri von Sinten (1393–1397) (římská obedience)
- Pierre Amely de Brunac (1386–1400) (římská obedience)
- Jan z Jenštejna (1397–1400) (římská obedience)
- Simon de Cramaud (1391–1409) (avignonská obedience)
- Leonardo Dolfin (1401–1402) (římská obedience)
- Ugo Roberti (1402–1409) (římská obedience)
- Pierre Amaury de Lordat (1409)
- Vitalis de Mauléon (1429–1435)
- Giovanni Vitelleschi (1435–1440)
- Marco Condolmer (1445–?)
- Jean d'Harcourt (1451–1452)
- Pedro González de Mendoza (1482–1495)
- Bernardino Caraffa (1505)
- Alfonso de Fonseca (1506–1508)
- Cristoforo Guidalotti Ciocchi Del Monte (1509–1564)
- Fernando de Loazes (1566–1567)
- Alessandro Riario (1570–1585)
- Enrico Gaetani (1585)
- Giovanni Battista Albano (1586–1588)
- Camillo Caetani (1588–1599)
- Séraphin Olivier-Razali (1602–1604)
- Alessandro de Sangro (1604–1633)
- Onorato Caetani (1633–1647)
- Federico Borromeo (1654–1671)
- Alessandro Crescenzi (1671–1688?)
- Pietro Draghi Bartoli (1690–?)
- Gregorio Giuseppe Gaetani de Aragonia (1695–1710)
- Carlo Ambrogio Mezzabarba (1719–1725), pak biskup v Lodi
- Filippo Carlo Spada (1742)
- Girolamo Crispi (1742–1745) pak arcibiskup ve Ferraře
- Giuseppe Antonio Davanzati (1746–1755)
- Lodovico Agnello Anastasi (1755–1758)
- Francesco Mattei (1758–1794)
- Daulo Augusto Foscolo (1847–1860) (předtím latinský patriarcha v Jeruzalémě 1830–1847)
- Paolo Angelo Ballerini (1867–1893) (také arcibiskup milánský)
- Domenico Marinangeli (1893–1921)
- Pavel Huyn (1921–1946)
- neobsazeno 1946–1950
- Luca Ermenegildo Pasetto (1950–1954)
- neobsazeno 1954–1964
- 1964 titul zrušen